# Arne Ölander
Gustav Arne Ölander (31. prosince 1902 Stockholm – 13. května 1984 Stockholm) byl švédský chemik, známý svým objevem efektu tvarové paměti u kovových slitin.
Ölander se stal docentem fyzikální chemie na Stockholmské univerzitě v roce 1929. Byl profesorem teoretické chemie a elektrochemie v Královském technologickém institutu 1936-1943, anorganické a fyzikální chemie na Stockholmské universitě 1943-1960, a fyzikální chemie tamtéž 1960-1968.
Arne Ölander byl tajemníkem Nobelových výborů Akademie věd v letech 1943 až 1965 a členem výboru Mezinárodní unie čisté a aplikované chemie (IUPAC) v letech 1949 až 1971, kde se zabýval především problematikou chemické nomenklatury. Byl ředitelem Švédského obranného výzkumného ústavu (1955–1968), členem Akademie věd a ředitelem Národní rady pro vědecký výzkum (1958–1965). Ölander byl členem komise pro atomové váhy a členem Nobelovy komise pro chemii (1965–1974).